# پارایدیزوترستره
پارایدیزوترستره (به ایتالیایی: Paradisoterrestre) (به معنی: بهشت‌زمینی)؛ یک شرکت طراحی ایتالیایی است که در سال ۱۹۸۳ میلادی با نام سیمونگاوینا-پارایدیزوترستره توسط دینو گاوینا، با استقرار در اوتسانو دل‌امیلیا در استان بولونیا تأسیس شد.

## تاریخچه
در پایان دههٔ هفتاد، در استودیوی ویرجیلیو ورچلونی، دینو گاوینا برای نام تجارت جدید خود از یکی از کتاب‌های معماری منظر، نسخهٔ فرانسوی کتاب "سرزمین‌های بهشتی" (به فرانسوی: Les Paradis Terres) اثر رونالد کینگ، الهام گرفت. با پارایدیزوترستره (به معنی: بهشت‌زمینی)، گاوینا در ابتدا قصد داشت خود را وقف تولید انبوه صنعتی اشیاء برای باغی، فضاهای خارجی و مبلمان شهری کند.
از سال ۱۹۸۳ تا ۲۰۰۷ میلادی، سال مرگ دینو گاوینا، پارایدیزوترستره مدل‌های متعدد و انواع مختلفی از محصولات را به بازار عرضه کرد. از جمله طراحانی که در فهرست خانهٔ پارایدیزوترستره حضور دارند می‌توان از: کازوهیده تاکاهاما، کارلو اسکارپا، توبیا اسکارپا، آلن ایروین، لوئیجی کاچا دومینیونی و مارسل بروئر نام برد. دینو گاوینا در فهرست هنر پارایدیزوترستره به هنرمندانی مانند من ری و جاکومو بالا ادای احترام می‌کند.
این‌ها همچنین سال‌های همکاری گاوینا با ادارات دولتی است، از جمله: آ‌تی‌چی دی بولونیا (شرکت ترابری کنسرسیوم بولونیا) جهت ساخت سرپناه برای ایستگاه‌های حمل و نقل عمومی شهری، طراحی شده توسط معمار ژاپنی کازوهیده تاکاهاما. محصولات دیگر برای مبلمان شهری عبارتند از: بولاردهای کروی (اسفروئید) اثر معمار دانیله وینچنتسی، تریس-آلتابلا اثر آلن ایروین و نیمکت مونفورته اثر لوئیجی کاچا دومینیونی.
در سال ۲۰۱۷ میلادی، برند پارایدیزوترستره توسط گراردو تونلی خریداری و راه‌اندازی مجدد شد، در کنار نسخه‌های مجدد قطعات تولیدی گاوینا [مانند «آثار هنری کاربردی» مارگاریتا و ساکّو آلاتو (گونی بالدار) اثر روبرتو ماتا] با مجموعه‌های جدیدی که در همکاری با طراحان و هنرمندانی از جمله: پیر گونالونز، توبیا اسکارپا، پائولا پیوی و آلن جونز ایجاد شد.
در سال ۲۰۱۸ میلادی، فضایی در مرکز شهر بولونیا با مدیریت خلاق معمار و طراح فرانسوی پیر گونالونز افتتاح شد. محیط‌های پارایدیزوترستره، علاوه بر نمایش اشیاء تولیدی، میزبان نمایشگاه‌های طراحی و هنر معاصر نیز هستند.
پارایدیزوترستره، از طریق امانت قطعاتی از آثار آرشیو خود، با مؤسسات فرهنگی مختلفی مانند گالری ملی هنر مدرن و معاصر در رم و بنیاد سوتسانی در میلان، همکاری می‌کند.